# Stato di Malta
Lo Stato di Malta (in maltese: Stat ta’ Malta, in inglese: State of Malta), noto comunemente come Malta, è stato il predecessore dell'attuale Repubblica di Malta. È esistito tra il 21 settembre 1964 e il 13 dicembre 1974.

## Storia
La Colonia della Corona di Malta divenne indipendente ai sensi del Malta Independence Act del 1964, approvato dal Parlamento britannico. Per effetto della nuova Costituzione, approvata mediante il referendum del 1964, la regina Elisabetta II divenne Regina di Malta (maltese: Reġina ta 'Malta). I suoi ruoli costituzionali vennero delegati al Governatore generale di Malta. Tra il 1964 e il 1974, Elisabetta II visitò Malta una sola volta, nel novembre 1967.
Il 13 dicembre 1974, a seguito di emendamenti alla Costituzione da parte del governo laburista di Dom Mintoff, la monarchia fu abolita e Malta divenne una repubblica all'interno del Commonwealth con la funzione di capo di Stato ricoperta da un presidente nominato dal Parlamento. L'ultimo governatore generale, Sir Anthony Mamo, venne nominato primo presidente di Malta.

## Governatori generali
I seguenti governatori generali hanno ricoperto l'incarico a Malta tra il 1964 e il 1974:
1. Sir Maurice Henry Dorman (21 settembre 1964 - 4 luglio 1971)
2. Sir Anthony Mamo (4 luglio 1971-13 dicembre 1974)

## Primi ministri
Durante questo periodo la carica di Primo ministro dello Stato di Malta venne ricoperta da
1. George Borġ Olivier (21 settembre 1964-21 giugno 1971)
2. Dom Mintoff (21 giugno 1971-13 dicembre 1974)